# 齐黎
齐黎（?—?），东汉时莎车国王。
齐黎的父亲是莎车王贤。永平四年（61年），于阗王广德诱杀莎车王贤，吞并了莎车国。冬，匈奴将被贤送到匈奴到人质的不居（齐黎的哥哥）为莎车王。广德再次进攻莎车，杀死了不居徵，改立齐黎为莎车王。元和元年（84年），班超征调疏勒、于阗军队进攻莎车。莎车向疏勒王忠进行贿赂，忠背叛汉朝。班超改立疏勒府丞成大为疏勒王。元和三年（86年），班超将疏勒王忠斩首。西域南道从此畅通。元和四年（87年），班超征调于阗等各国军队，共二万五千人，进攻莎车，班超等追击斩杀五千余人，于是莎车投降。